# 上海静安大悦城

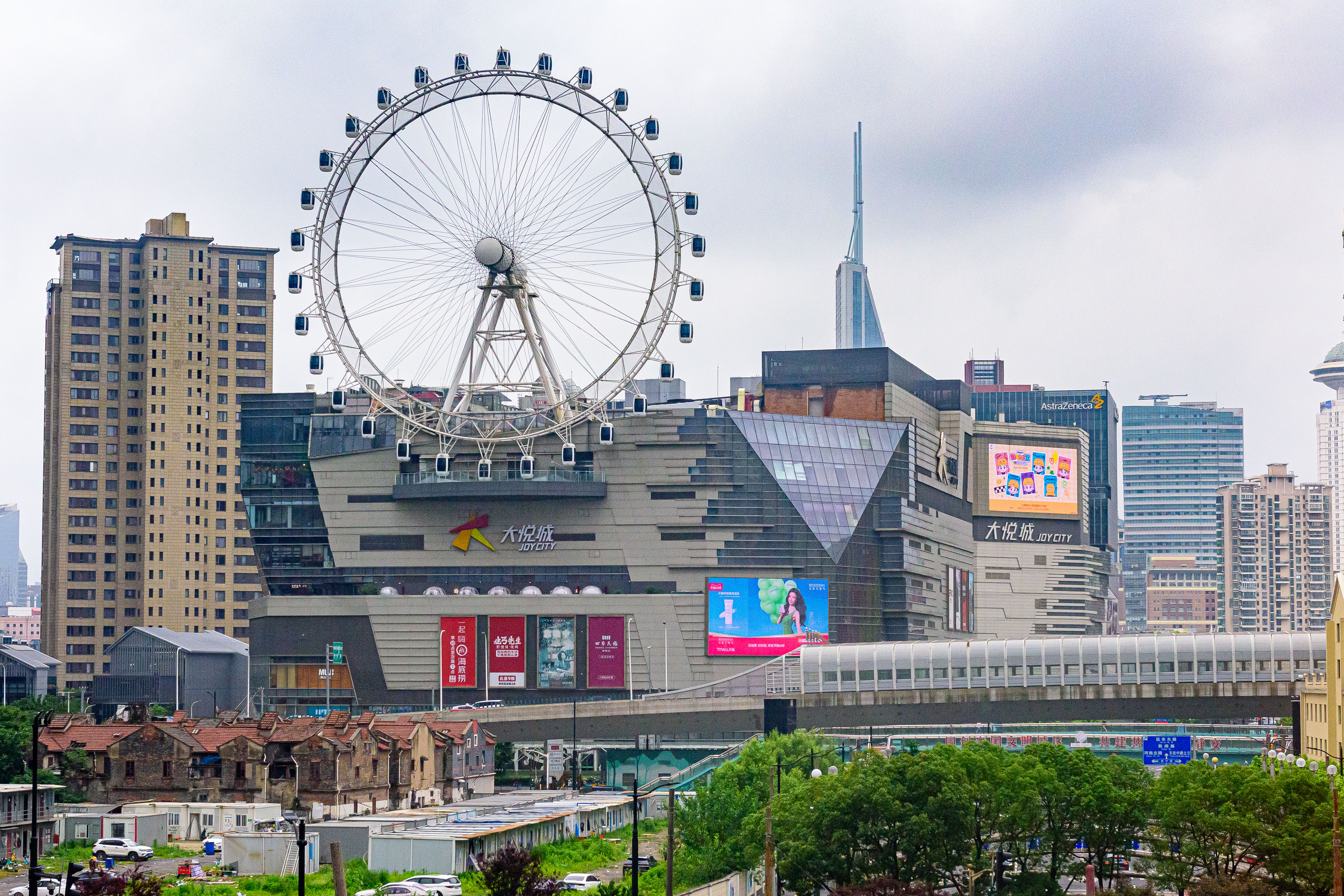
从上海轨道交通3号线拍摄的静安大悦城（2025年6月）

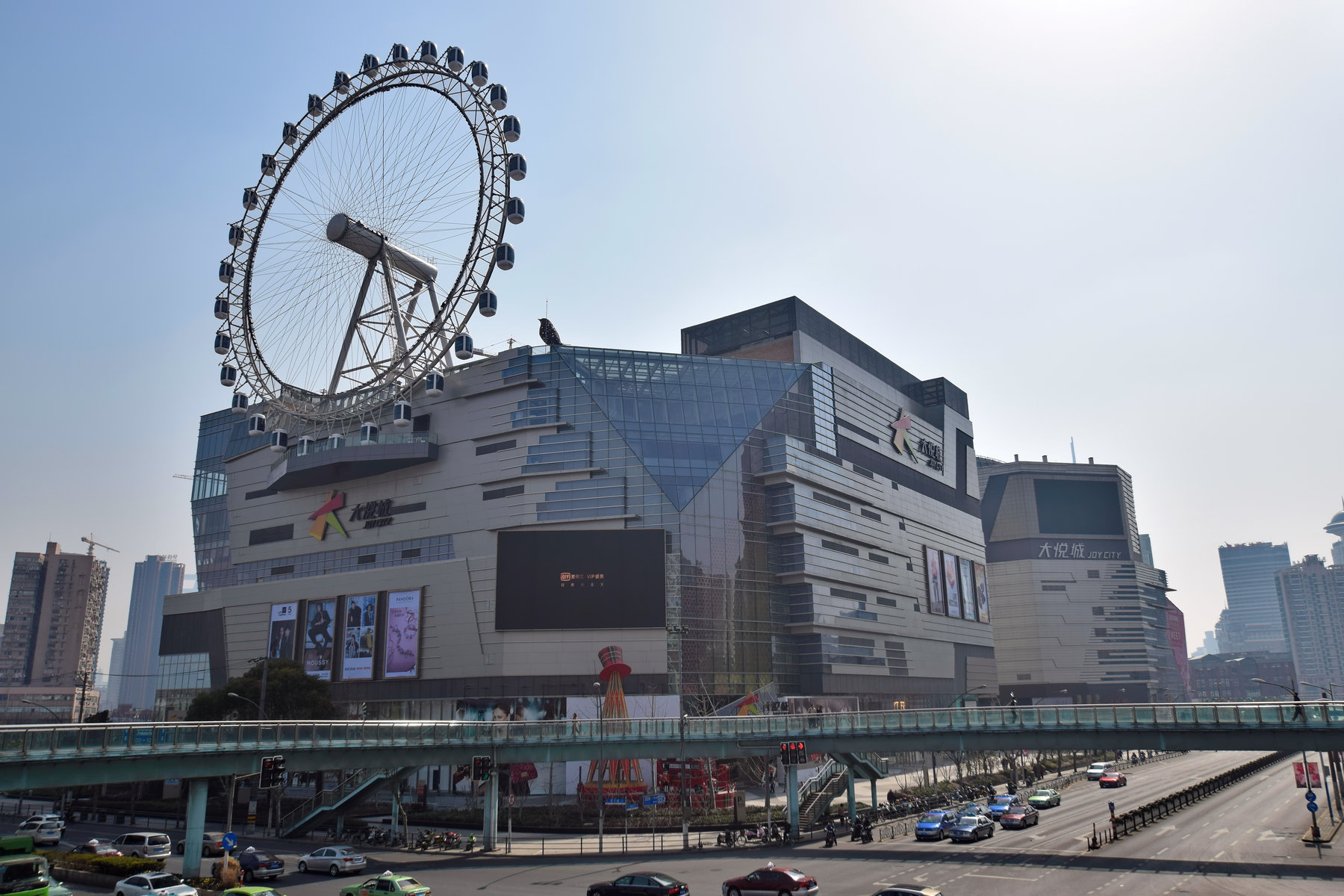
上海静安大悦城（北横通道建成前）

上海静安大悦城是位於中華人民共和國上海市靜安區西藏北路166号的一個商場，為中糧集團大悅城地產第二個項目，總體項目分為一期南北和二期南北共四個地塊。整体商业体量达16.3万平方米。

## 历史
其中一期項目南座於2010年12月18日率先開業，南座占地约9434平米，建筑面积6.8万平米，開業時間僅次於大悅城地產首個項目西单大悦城。2015年12月19日，上海静安大悦城一期北座開幕，屋顶悬臂式摩天轮（又稱SKY RING摩天輪）同步開業，它是中華人民共和國首座屋顶悬臂式摩天轮。同時屋頂上還有轻艺术街区摩坊166。上海静安大悦城一期南北座合计建筑面积16.3万平方米。